# Eupelmus cooki
Eupelmus cooki är en stekelart som beskrevs av Girault 1928. Eupelmus cooki ingår i släktet Eupelmus och familjen hoppglanssteklar.
Artens utbredningsområde är:
- Singapore.
- Filippinerna.

Inga underarter finns listade i Catalogue of Life.